# Knabenchor Hannover
Knabenchor Hannover (z niem. „Hanowerski Chór Chłopięcy”) – chór chłopięcy z Hanoweru, założony w 1950 roku przez profesora Heinza Henniga (1927–2002) i kierowany przez niego do końca roku 2001. Od roku 2002 chór jest prowadzony przez Jörga Breidinga.
Chór ten kontynuuje tradycję śpiewu chóralnego w Hanowerze, która obejmuje m.in. późnogotycki chór chłopięcy szkoły łacińskiej przy kościele „Marktkirche St. Georgii et Jacobi” i chór chłopięcy kaplicy zamkowej dworu królewskiego.
Pod kierownictwem swojego założyciela, profesora Heinza Henniga, Hanowerski Chór Chłopięcy został jednym z bardziej znaczących chórów chłopięcych w Europie i współpracował z wieloma zespołami wykonującymi muzykę dawną.
W repertuarze chóru dominują dzieła Heinricha Schütza i Jana Sebastiana Bacha, niemniej chórzyści podejmują się również pracy nad utworami muzyki nowej i współczesnej (na przykład dzieła Igora Strawińskiego i Alfreda Koerppena).
Wysoki poziom chóru został doceniony wieloma nagrodami (m.in. odznaczeniem Organizacji Chórów Unii Europejskiej). Hanowerski Chór Chłopięcy jest „ambasadorem” Republiki Niemieckiej.
Przez lata swojej działalności Hanowerski Chór Chłopięcy występował m.in. z takimi muzykami jak Gustav Leonhard, Philippe Herreweghe, Ton Koopman, Jordi Savall, Raymond Leppardt, John Eliot Gardiner, Bernard Haitink, Christoph Eschenbach, Kent Nagano. Chór regularnie współpracował z różnymi zespołami instrumentalnymi
(np. Amsterdam Baroque Orchestra, Akademie für Alte Musik Berlin) i wieloma niemieckimi orkiestrami symfonicznymi.
Niektóre z nagranych przez chór płyt otrzymały wyróżnienia, jak np. wyróżnienie za najlepszą płytę z muzyką poważną w Niemczech, francuską nagrodę krytyki CHOC magazynu Le Monde de la Musique. Dodatkowo wszystkie wcześniejsze utwory chóru, które na nowo nagrano na płyty CD zostały wyróżnione francuską nagrodą krytyki „Le Diapason D´Or”.
Hanowerski Chór Chłopięcy koncertował w wielu krajach, m.in. w Izraelu, Japonii, Rosji, Ameryce Południowej i Środkowej, USA i RPA. W Polsce chór gościł już w Gnieźnie, Pile, Szczecinie i Goleniowie, a poza tym dwukrotnie na międzynarodowym „Festiwalu Światowych Chórów Chłopięcych” w Poznaniu i na „Festiwalu Wratislavia Cantans” we Wrocławiu.
Hanowerski Chór Chłopięcy współpracował z „Capellą Bydgostiensis”, z chórem chłopięcym i męskim Filharmonii Poznańskiej „Poznańskie Słowiki” pod dyrekcją Stefana Stuligrosza, z Poznańskim Chórem Chłopięcym „Polskie Słowiki”, którego założycielem był Jerzy Kurczewski, jak również wielokrotnie z samym Krzysztofem Pendereckim.